# Observatorio astronómico del Cabezo de la Jara

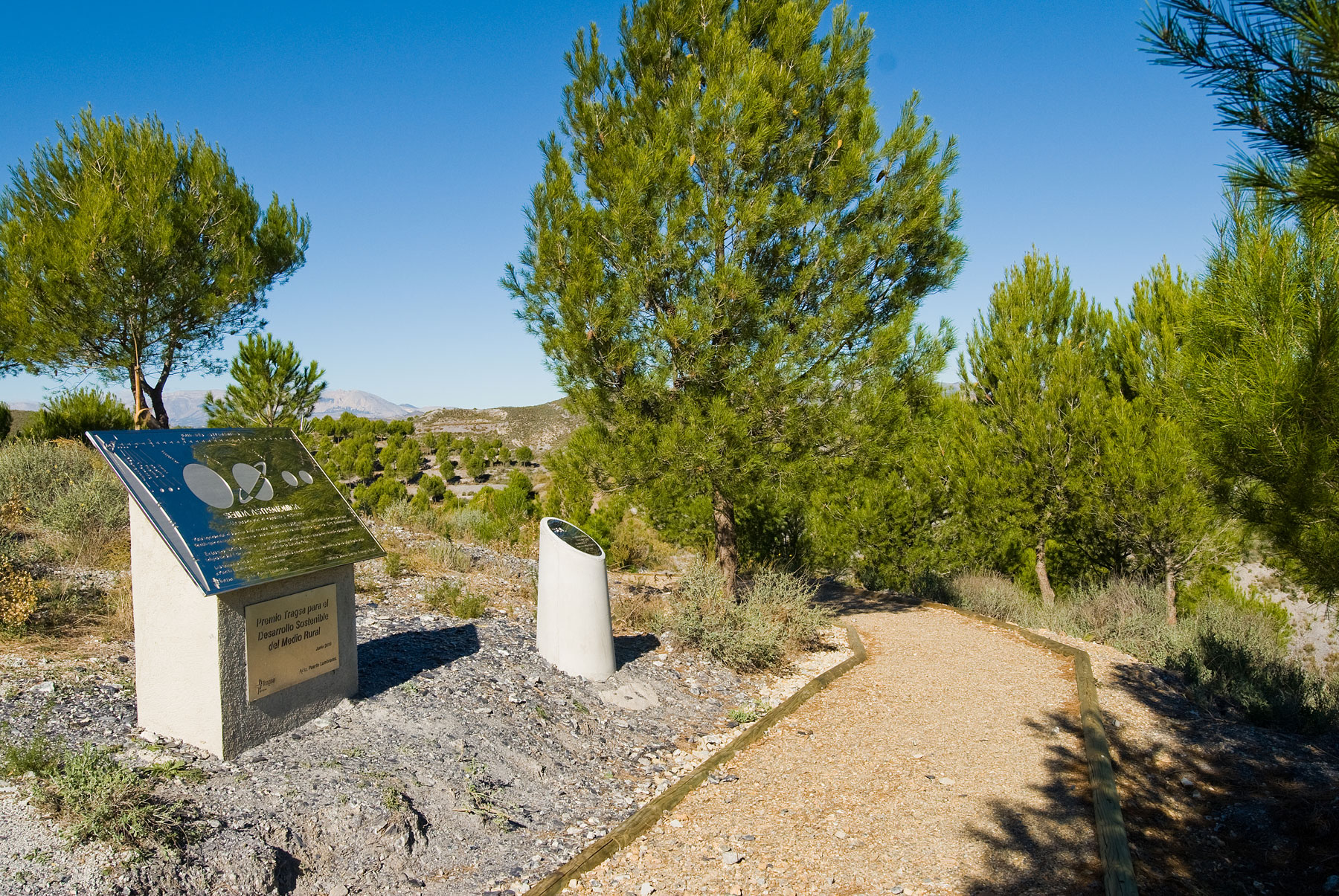
Detalle del recorrido del sendero astronómico

El Observatorio Astronómico de Cabezo de la Jara se localiza a 7 km de Puerto Lumbreras (Región de Murcia), en el paraje de Cabezo de la Jara junto al Albergue Juvenil y el Centro de Interpretación de la Naturaleza.
Se sitúa en un entorno natural emblemático, en la cumbre del cabezo de mayor altura de los que rodean el albergue (800 m s. n. m.), sin interferencias para la contemplación y disfrute del cielo nocturno. Ofrece un entorno adecuado, tanto para los profesionales como para todos aquellos interesados en la astronomía, promoviendo y difundiendo el interés por esta ciencia.

## Instalaciones y equipamiento
El edificio, inaugurado en el año 2001, tiene una superficie superior a los 80 m². Cuenta con una sala de observación con cúpula desde la que se realiza la observación individual mediante telescopio reflector LX 200 12 de MEADE; un aula de Astronomía con cámaras CCD para fotografía y vídeo así como control por ordenador; y una sala de espera, donde visitantes pueden recibir a través de una pantalla de televisión la imagen directa del telescopio, lo que permite la observación colectiva y por parte de visitantes de movilidad reducida.

## Visitas
Las visitas al Observatorio Astronómico están guiadas por miembros de la Agrupación Astronómica de la Región de Murcia. Incluye una charla de introducción sobre aspectos básicos y fundamentos de la astronomía, una observación del cielo a simple vista y de los objetos celestes más importantes a través de telescopio y otros instrumentos disponibles en el Observatorio. 

## Sendero Astronómico
En el entorno del observatorio existe un sendero ecoturístico en el que a lo largo de un recorrido de casi 1500 m de longitud ofrece a los visitantes la posibilidad de visitar un sistema solar representado a escala. El sendero comienza en la subida al observatorio, siendo el punto de partida el Sol. La ruta incorpora además dos relojes solares y uno lunar. A través de señalética y tres miradores conforma una ruta idónea para la observación y para conocer las magnitudes astronómicas, los espacios y los tiempos. 